# Frýdek-Místek (huyện)
Huyện Frýdek-Místek (tiếng Séc: Okres Frýdek-Místek) là một huyện (okres) nằm trong vùng Moravia–Silesia của Cộng hòa Séc. Huyện Frýdek-Místek có diện tích 1273 km², dân số năm 2002 là 226592 người. Thủ phủ huyện đóng ở Frýdek-Místek. Huyện này có 72 khu tự quản.

## Các khu tự quản
Huyện Frýdek-Místek có 72 khu tự quản sau:
Baška •  Bílá •  Bocanovice •  Brušperk • Bruzovice • Bukovec • Bystřice • Čeladná • Dobrá • Dobratice • Dolní Domaslavice • Dolní Lomná • Dolní Tošanovice • Fryčovice • Frýdek-Místek • Frýdlant nad Ostravicí • Hnojník • Horní Domaslavice • Horní Lomná • Horní Tošanovice • Hrádek • Hrčava • Hukvaldy • Jablunkov • Janovice • Kaňovice • Komorní Lhotka • Košařiska • Kozlovice • Krásná • Krmelín • Kunčice pod Ondřejníkem • Lhotka • Lučina • Malenovice • Metylovice • Milíkov • Morávka • Mosty u Jablunkova • Návsí • Nižní Lhoty • Nošovice • Nýdek • Ostravice • Palkovice • Paskov • Pazderna • Písečná • Písek • Pražmo • Pržno • Pstruží • Raškovice • Ropice • Řeka • Řepiště • Sedliště • Smilovice • Soběšovice • Staré Hamry • Staré Město • Staříč • Střítež • Sviadnov • Třanovice • Třinec • Vělopolí • Vendryně • Vojkovice • Vyšní Lhoty • Žabeň • Žermanice